# Nhà thờ Thánh James, Powroźnik
Nhà thờ thánh James là một nhà thờ bằng gỗ theo kiến trúc Gô-tích nằm ở làng Powroźnik, miền nam Ba Lan. Nó có từ thế kỷ thứ mười bảy hoặc mười tám. Cùng với các tserkvas khác nhau, nó được chỉ định là một phần của Di sản Thế giới của UNESCO " tserkvas bằng gỗ của vùng Carpathian ở Ba Lan và Ukraine".

## Lịch sử
Tserkva ở Powroźnik đã tồn tại từ khoảng năm 1600, nhưng chỉ còn lại một phần của cấu trúc cũ, được sắp xếp vào nhà thờ của tserkva hiện tại. Kiến trúc của tserkva hiện tại được xây dựng từ thế kỷ XVII đến XVIII, với sự tái thiết lớn vào năm 1813. Các tserkva đã được di chuyển từ vị trí cũ của nó do nguy hiểm gây ra bởi lũ lụt, sau đó nó đã được mở rộng. Sau Chiến dịch Vistula, tserkva đã được chuyển thành một nhà thờ Công giáo La Mã.